# José Triana
José Triana (4. ledna 1931, Hatuey, provincie Camagüey, Kuba - 4. března 2018, Paříž) byl kubánský básník a dramatik.

## Životopis
Narodil se do skromných poměrů v rodině dělnického původu. Střední školu absolvoval v městě Manzanillo (prov. Oriente). Po imatrikulaci ke studiu filozofie a literatury na univerzitě v Santiagu (Universidad de Oriente - Santiago de Cuba) v roce 1952 odešel do Španělska, kde v roce 1955 začal studovat na univerzitě v Madridu, studium však nedokončil.
Ve Španělsku působil v letech 1956-1957 jako herec ve skupině Dido a v roce 1958 jako asistent režie v divadle Ensayo. Cestoval po Francii, Belgii, Itálii a Anglii.
Po návratu na Kubu byl zaměstnán v telefonní společnosti, kde pracoval už před odchodem do Španělska. Později působil jako herec a dramaturg v divadle Sala Prometeo a jako literární poradce v Národní radě kultury, nakladatelství Editora Nacional de Cuba a v Kubánském institutu knihy. Přispíval do časopisů Ciclón, Lunes de Revolución, Revolución, Casa de las Américas, Unión, La Gaceta de Cuba a také do pařížských časopisů Les Lettres Nouvelles a Cahiers Renaud Barrault. Zúčastnil se Prvního národního kongresu kubánských spisovatelů a umělců v Havaně (1961).
V roce 1961 uvedl na scénu adaptaci Sofoklova Krále Oidipa a v roce 1964 volné přepracování Charleyovy tety Brandona Thomase. Vydal sborník Současné španělské divadlo a Generace 98: Unamuno, Valle-Inclán, Baroja, Machado, Azorín. Spolu se svou ženou Chantal Dumaine přeložil hru Jeana Geneta Paravány (Les Paravents). Jeho díla byla přeložena do angličtiny, francouzštiny, italštiny, portugalštiny, němčiny, maďarštiny, polštiny, češtiny, švédštiny, finštiny, dánštiny, nizozemštiny, norštiny, hebrejštiny a katalánštiny.
Hra Noc vrahů získala v roce 1965 prestižní divadelní cenu nakladatelství Casa de las Américas. V roce 1967 s ní soubor divadla Teatro Estudio vyjel na úspěšné turné po Evropě. Mezitím se však domácí obzor změnil: slovy autora "Noc vrahů přestala být slučitelná s novým pojetím kubánského divadla." Inscenace jeho hry Generálmajor promluví o Theogonii v roce 1968 byla vzápětí zakázána. Od té chvíle se jeho dílo na kubánské scéně už nikdy neobjevilo.
V roce 1980 se Triana v přístavu Mariel připojil k vystěhovalcům do USA a v následujícím roce skončil se ženou v exilu ve Francii. Ani předtím, ani v exilu nepřestal psát. Ve věku 87 let byl hospitalizován se zdravotními komplikacemi v pařížské nemocnici Jeanne Garnier, kde v neděli 4. března 2018 zemřel.
Trianovo úplné básnické a dramatické dílo vyšlo v letech 2011 a 2012 ve vydáních, která autor sám připravil pro nakladatelství Aduana Vieja ve Valencii.

## Ceny a uznání
- Divadelní cena Casa de las Américas (1965)
- Cena El Gallo de La Habana (1966)
- Další ocenění v Kolumbii, Argentině a Mexiku za dílo Noc vrahů.

## Dílo
- Generálmajor promluví o Theogonii (El General Mayor hablará de Teogonía), 1957
- Ze dřeva snu (De la madera del sueño), básně, Madrid 1958
- Park Bratrství (El Parque de la Fraternidad), drama, Havana 1962.
- Smrt siláka (La muerte del ñeque), hra o třech dějstvích, Havana 1964.
- Noc vrahů (La noche de los asesinos), drama, Havana 1965.
- Orfeus ve městě (Orfeo en la ciudad), báseň - plaketa, Aduana Vieja, Valencia 2008.
- Básnické dílo (Poesía completa). 2 svazky. Aduana Vieja Valencia, 2011.
- Dramatické dílo (Teatro completo). Ed. 2 svazky. Aduana Vieja, Valencia 2012.
- Pornografická novelka (Una noveleta pornográfica). Aduana Vieja, Valencia 2014

### Uvedení v češtině
- V roce 1985 byla hra Noc vrahů uvedena v Divadle DISK jako absolventské představení DAMU. Překlad Liliana Grubački, režie Oldřich Kužílek, výprava Jan Tobola; hudba Michael Kocáb, dramaturg Marie Lepšová. Hráli: Lalo - Martin Dejdar; Cuca - Karolina Frydecká; Beba - Barbora Hrzánová. Hra byla reprízována v A Studiu Rubín. Obnovená premiéra 11. února 1987, hra byla uváděna i na scéně Klubu v Řeznické.[3]
- 2011 Divadlo Na Rejdišti, premiéra 4. listopadu 2011, derniéra 18. června 2012, režie Adam Doležal, hráli: Marek Helma, Michaela Doubravová, Monika Timková, studenti 6. ročníku hudebně dramatického oddělení pražské konzervatoře.[4]